# Yumeno Kyūsaku
Yumeno Kyūsaku (夢野 久作) was de pseudoniem van Sugiyama Yasumichi (杉山 泰道) (Fukuoka, 4 januari 1889 - Tokio, 11 maart 1936), een Japans auteur. Hij schreef detectiveromans en is gekend voor zijn avant-gardistische en surrealistische schrijfstijl. Naast auteur was hij ook zenpriester, postkantoordirecteur en onderluitenant.  

## Vroege jaren
Yumeno was geboren in de stad Fukuoka onder de naam Sugiyama Naoki. Zijn vader, Sugiyama Shigemaru, was een belangrijk figuur binnen de nationalistische organisatie Genyōsha.  
Nadat hij afstudeerde op de middelbare school Shuyukan in 1908, heeft een jaar lang in het Japans Keizerlijk Leger gediend.
Na zijn ontslag bij het leger begon Yumeno met zijn studies in literatuur aan Keio Universiteit. Later stopte hij met studeren op bevel van zijn vader om op de boerderij van zijn familie te gaan werken.  Hij kreeg een interesse in het no-spel, een vorm van klassiek Japans drama met spookachtige en bovennatuurlijke elementen.  
In 1920 werd hij aangenomen als freelanceverslaggever voor Kyushu Nippō, het nieuwsbald waar zijn vader eigenaar van was en is vandaag de dag bekeken als Nishinippon Shimbun. Hiernaast schreef hij ook fictie voor het nieuwsblad.

## Literaire loopbaan
Yumeno kreeg pas bekendheid in 1926 na het publiceren van zijn eerste novelle onder de naam Ayakashi no Tsuzumi (あやかしの鼓) in het literair tijdschrift Shin-Seinen.
Zijn belangrijkste roman is Dogura Magura (ドグラ・マグラ). Het werk werd gepubliceerd in 1935 en wordt behouwt als een van de drie belangrijkste Japanse detectiveromans samen met Kokushikan Satsujin Jiken (黒死館殺人事件) van Mushitarō Oguri en Kyomu he no Kumotsu (虚無への供物) van Nakai Hideo. De roman wordt ook gezien als een voorloper van de moderne Japanse sciencefiction.
In 1936 stierf Yumeno aan een intracerebraal hematoom.

## Werken (selectie)
Het oeuvre van Yumeno bevat onder meer romans, kortverhalen, novelles en poëzie.
- Shiraga Kozō (白髪小僧) (1922, kinderverhaal)
- Ayakashi no Tsuzumi (あやかしの鼓) (1926)
- Ryouki Uta (猟奇歌) (1927 - 1935, een reeks tanka-poëzie)
- Binzume no Jigoku (瓶詰の地獄) (1928)
- Shigo no Koi (死後の恋) (1928)
- Oshie no Kiseki (押絵の奇蹟) (1929)
- Kū o Tobu Parasol (空を飛ぶパラソル) (1929)
- Kōri no Hate (氷の涯) (1933)
- Inugami Hakase (犬神博士) (1931 - 1932)
- Dogra Magra (ドグラ・マグラ) (1935)
- Shōjo Jigoku (少女地獄) (1936, briefroman)
- Ningen Chōzume (人間腸詰) (1936)